# 尼古拉·皮薩諾

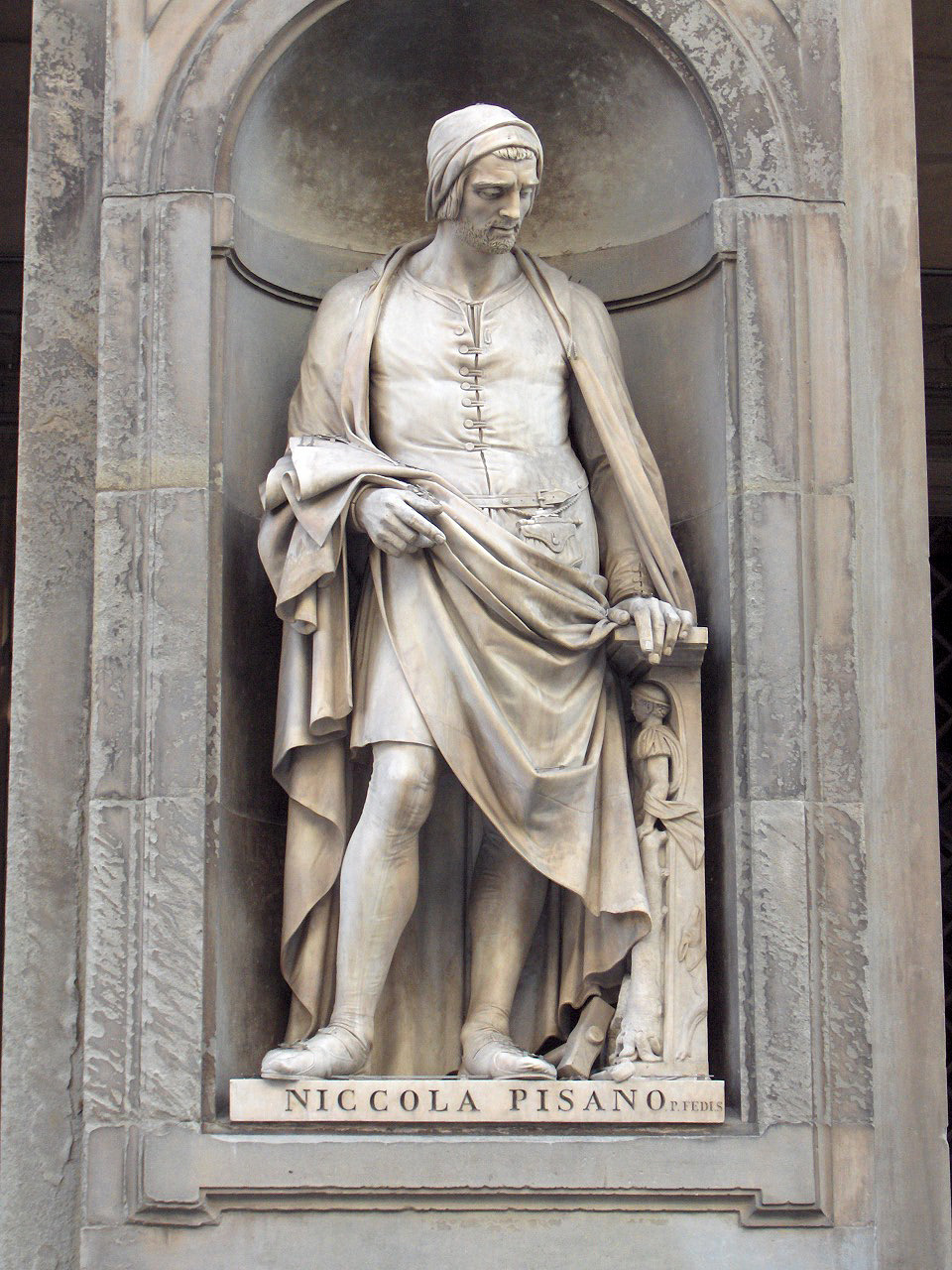
乌菲兹宫的雕像，尼古拉·皮薩諾作品

尼古拉·皮薩諾（Nicola Pisano，约1220年或1225年－约1284年），生于普利亚，是意大利文艺复兴时期著名的雕刻家。他是乔凡尼·皮萨诺之父。在1265年至1268年他与其子为锡耶纳主教座堂设计祭坛。